# Нік Морган
Нік Морган (справжнє ім'я Ніколас Г. Морган у 1953 році)— американський мотиваційний спікер, коуч, професор і автор.
Морган здобув ступінь бакалавра англійської літератури в Прінстонському університеті в 1976 році після завершення 140-сторінкової кандидатської дисертації  під назвою «Художні форми: Діккенсові Великі сподівання та Наш спільний друг».Навчаючись в Університеті Вірджинії, здобув у 1977 році ступінь магістра філософії з англійської літератури та риторики, а в 1981 році— доктора. У Прінстонському та Вірджинському університетах викладав ораторське мистецтво, а також студіював творчість Шекспіра. В Університеті Вірджинії він обіймав посаду помічника віцепрезидента та ректора. Вперше Морган почав писати промови для губернатора Вірджинії  Чарльза Робба, а згодом, у 1997 році, заснував власну консультаційну організацію з комунікацій Public Words.
Його клієнтами були такі персони, як -от: колишній виконавчий Yahoo! і автор Тім Сандерс, альпіністка Сьюзан Ершлер, ведучий токшоу Монтел Вільямс, лауреат премії «Еммі», зірка реалітішоу  Лес Голд ( Hardcore Pawn) і стратег з онлайн-маркетингу  Девід Мірман Скотт. Корпоративними клієнтами є IBM, Kaiser Permanente та Royal Dutch Shell.
Нік Морган є автором численних статей, опублікованих у місцевих та національних виданнях, зокрема Forbes. Harvard Business Review процитував його статтю How to Become an Authentic Speaker як одну з десяти «обов'язкових» статей про комунікацію.
Морган є експертом з навичок невербальної комунікації для публічних ораторів. На цю тему він пише, а також навчає. Його інтерес до мови тіла викликаний трьома життєвими подіями, котрі трапились з ним у 17: «По-перше, я прочитав книгу про Далай-ламу… По-друге, я дізнався, що мій батько був геєм. І по-третє, я помер».
Його досвід охоплює не тільки традиційні особисті зустрічі та презентації, але й все більш поширені зустрічі у віртуальному світі з використанням телеконференцій.
Його часто просять критикувати виступи знаменитостей, а саме: передвиборні промови Барака Обами та першу офіційну промову Кетрін, герцогині Кембриджської.
З 1998 по 2003 рік він працював редактором Harvard Management Communication Letter. Морган — колишній співробітник Центру громадського лідерства при Гарвардській школі уряду імені Кеннеді.

## Публікації
Морган - автор книг для Harvard Business Press,зокрема On running a meeting, і Working the Room: How to Move People to Action Through Audience-Centered Speaking , яка опублікована в м'якій палітурці, як Give Your Speech, Change the World: How To Move Your Audience to Action. У огляді Working the Room , Publishers Weekly сказав: «Це чіткий, цікавий посібник, з якого може отримати користь будь-яка соціально та вербально компетентна людина».
Нещодавно він друкувався у John Wiley & Sons і New Word City. Його останніми книгами є  Trust Me: Four Steps to Authenticity and Charisma , 7 Steps to a Great Speech, How to Read Body Language, The King's Speech, How to Tell Great Business Stories, і How to Give a Great Presentation., Керівник Microsoft Кертіс Фрай,опанувавши методикою поданою в  Trust Me ,заявив, що «…ви будете спілкуватися більш відкрито, автентично та харизматично».
У 2012 році два експерти-спікери (Брюс Габріель та Гонсало Альварес) взяли інтерв'ю у п'яти своїх колег,де порушили питання «Що читають топові у світі експерти з презентацій ?» З 35 книг, що потрапили до короткого списку, Морганове видання Give Your Speech, Change the World посіло 1-е місце в категорії «Delivery», 2-е в категорії «Content» і 4-е в цілому.
Остання книга Моргана Can You Hear Me?: How to Connect with People in a Virtual World (2018) — бестселер документальної літератури Washington Post.
Harvard Business Review Press опублікувало книгу Ніка Моргана Power Cues: The Subtle Science of Leading Groups, Persuading Others, and Maximizing Your Personal Impact 13 травня 2014.
Морган також є автором книги про Чарльза Діккенса, сценарію і п'яти театральних п'єс.
Крім того, він час від часу дає коментарі щодо стану видавничої галузі та її переходу від друкованої до цифрової ери.